# بازی‌های آسیایی داخل سالن و هنرهای رزمی
بازی‌های آسیایی داخل سالن و هنرهای رزمی یک رویداد چند ورزشی تازه است که نخستین دوره آن در سال ۲۰۱۳ در اینچئون کره جنوبی برگزار خواهد شد. این بازی‌ها از تلفیق بازی‌های آسیایی داخل سالن و بازی‌های آسیایی هنرهای رزمی به وجود آمد.
| سال  | بازی‌ها | شهر میزبان         | جایگاه یکم | جایگاه دوم | جایگاه سوم |
| ---- | ------ | ------------------ | ---------- | ---------- | ---------- |
| ۲۰۱۳ | I      | اینچئون٬ کره جنوبی |            |            |            |
| ۲۰۱۷ | II     | عشق‌آباد٬ ترکمنستان |            |            |            |